# Ukrajnai közigazgatási reform
Az ukrajnai közigazgatási reform 2015-ben kezdődött folyamat, amelynek célja az ország decentralizációja, a helyi önkormányzatok jogkörének bővítése, valamint Ukrajna közigazgatási beosztásának átalakítása. Ennek során a korábbi közel 11 ezer helyi önkormányzat (városi és községi tanácsok) helyett 1470 új önkormányzati egységet, községet (ukrán nevén hromada) hoznak létre, ezek képezik az ukrán közigazgatási rendszer legalsó szintű, legkisebb egységét. Átalakították a járások rendszerét is. A korábbi 490 járás helyett 136 új járást hoztak létre.

## Története

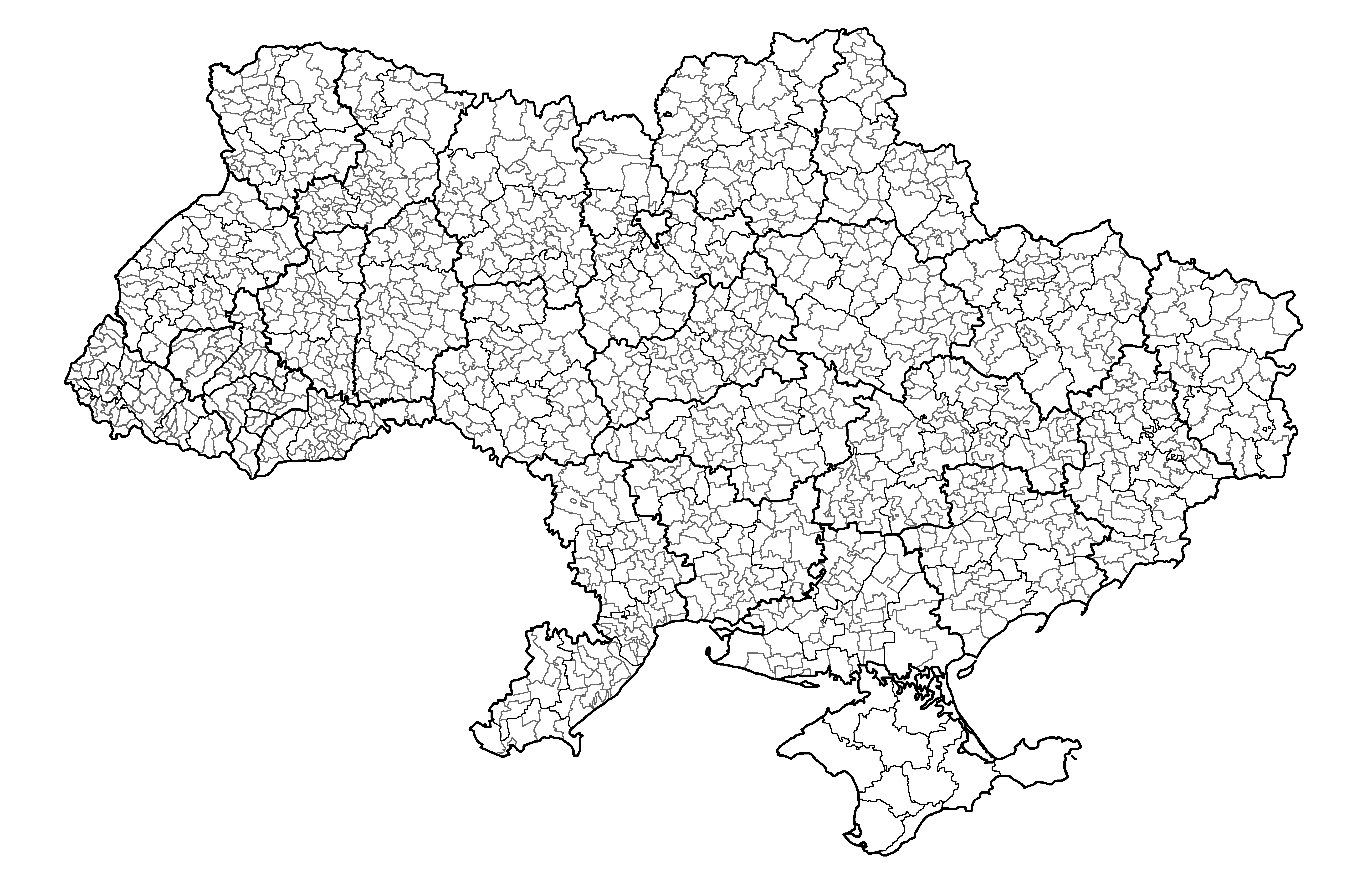
Ukrajna községei 2020-ban

A folyamat kezdeti lépéseként az Ukrán Legfelsőbb Tanács  2015. február 5-én elfogadta a hromadák önkéntes létrehozásáról szóló törvényt. Ennek értelmében a szomszédos városok, városi jellegű települések, valamint falvak önkéntes társulásokat hozhatnak létre (ukránul hromada), amelyek egy közös önkormányzattal rendelkeznek. A társulások székhelye olyan település lehet, amely a társulás területének földrajzi középpontjának közelében helyezkedik el és az adminisztratív központ funkcióihoz megfelelő infrastruktúrával rendelkezik. A községet a székhelyét adó településről nevezik el. A község lehet városi község (miszka hromada), városi jellegű község (szeliscsna hromada) és falusi község (szilszka hromada). A hromadák létrehozása az abban részt vevő települések rangját nem változtatta meg.
2015. április 8-án az ukrán kormány jóváhagyta az önkéntes kistérségi társulások létrehozásának módszertanát. 2015. szeptember 8-ig 85 kistérségi társulás alakult meg, de közülük négy akkor nem felelt meg a törvényi előírásoknak és nem hagyták őket jóvá. Az első ilyen társulások a Dnyipropetrovszki területen és a Zsitomiri területen jöttek létre. A következő években további törvények születtek, amelyek szabályozták a kistérségi társulások létrehozását.
2020 áprilisáig ezer hromada alakult meg, majd kialakult a létrejött hromadák végleges száma, ez 1470 lett, amit az ukrán kormány 2020. június 12-én jóváhagyott.
A hromadák létrejöttével párhuzamosan kialakították a járások új rendszerét, amelynek legfőbb jellemzője a járások számának jelentős csökkentése volt Volodimir Zelenszkij elnök röviddel elnöki beiktatását követően, már 2019 júliusában sürgette a közigazgatási reformot és javasolta a járások rendszerének átalakítását, és a 490 járás helyett kb. 100 járás létrehozását. 2020 júniusára a Smihal-kormány kidolgozott egy tervezetet, ebben 129 járás szerepelt. A régi járási rendszer felszámolásáról és az új járások létrehozásáról szóló törvényt 2020. július 17-én fogadta el az Ukrán Legfelsőbb Tanács (a parlament 423 képviselőjéből 238 támogatta a törvény elfogadását), ebben végül 136 járás szerepel.
Az Ukrán Legfelsőbb Tanács a 2020. július 15-én elfogadott törvényben október 25-re írta ki az önkormányzati választásokat, ahol már az új kistérségi társulások alkotta helyi önkormányzati rendszerben választottákák meg a helyi képviselőket és elöljárókat. Az orosz megszállás alatt álló Krími Autonóm Köztársaságban, valamint a Donecki terület és a Luhanszki terület orosz megszállás alatti részein nem tartottak helyhatósági választást, és ezen a területeken a kistérségi társulások sem alakulnak az ukrán szuverenitás visszaállításáig.

## Ukrajna járásai a reform után
Ukrajna járásai a 2020-ban elfogadott közigazgatási reformot követően (szürke háttérrel jelölve az ideiglenesen orosz megszállás alatt lévő közigazgatási egységek):
| Elnevezés                       | Székhely                 | Terület                   |
| ------------------------------- | ------------------------ | ------------------------- |
| Vinnicjai járás                 | Vinnicja                 | Vinnicjai terület         |
| Hajszini járás                  | Hajszin                  | Vinnicjai terület         |
| Zsmerinkai járás                | Zsmerinka                | Vinnicjai terület         |
| Mohiliv-pogyilszkiji járás      | Mohiliv-Pogyilszkij      | Vinnicjai terület         |
| Tulcsini járás                  | Tulcsin                  | Vinnicjai terület         |
| Hmilniki járás                  | Hmilnik                  | Vinnicjai terület         |
| Volodimir-volinszkiji járás     | Volodimir-Volinszkij     | Volinyi terület           |
| Kaminy-kasirszkiji járás        | Kaminy-Kasirszkij        | Volinyi terület           |
| Koveli járás                    | Kovel                    | Volinyi terület           |
| Lucki járás                     | Luck                     | Volinyi terület           |
| Dnyiprói járás                  | Dnyipro                  | Dnyipropetrovszki terület |
| Kamjanszkei járás               | Kamjanszke               | Dnyipropetrovszki terület |
| Krivij Rih-i járás              | Krivij Rih               | Dnyipropetrovszki terület |
| Nyikopoli járás                 | Nyikopol                 | Dnyipropetrovszki terület |
| Novomoszkovszki járás           | Novomoszkovszk           | Dnyipropetrovszki terület |
| Pavlohradi járás                | Pavlohrad                | Dnyipropetrovszki terület |
| Szinelnikovei járás             | Szinelnikove             | Dnyipropetrovszki terület |
| Bahmuti járás                   | Bahmut                   | Donecki terület           |
| Volnovahai járás                | Volnovaha                | Donecki terület           |
| Horlivkai járás                 | Horlivka                 | Donecki terület           |
| Donecki járás                   | Doneck                   | Donecki terület           |
| Kalmiuszkei járás               | Kalmiuszke               | Donecki terület           |
| Kramatorszki járás              | Kramatorszk              | Donecki terület           |
| Mariupoli járás                 | Mariupol                 | Donecki terület           |
| Pokrovszki járás                | Pokrovszk                | Donecki terület           |
| Berdicsivi járás                | Berdicsiv                | Zsitomiri terület         |
| Zsitomiri járás                 | Zsitomir                 | Zsitomiri terület         |
| Korosztenyi járás               | Koroszteny               | Zsitomiri terület         |
| Novohrad-volinyszkiji járás     | Novohrad-Volinyszkij     | Zsitomiri terület         |
| Beregszászi járás               | Beregszász               | Kárpátontúli terület      |
| Munkácsi járás                  | Munkács                  | Kárpátontúli terület      |
| Rahói járás                     | Rahó                     | Kárpátontúli terület      |
| Técsői járás                    | Técső                    | Kárpátontúli terület      |
| Ungvári járás                   | Ungvár                   | Kárpátontúli terület      |
| Huszti járás                    | Huszt                    | Kárpátontúli terület      |
| Bergyanszki járás               | Bergyanszk               | Zaporizzsjai terület      |
| Vaszilivkai járás               | Vaszilivka               | Zaporizzsjai terület      |
| Zaporizzsjai járás              | Zaporizzsja              | Zaporizzsjai terület      |
| Melitopoli járás                | Melitopol                | Zaporizzsjai terület      |
| Polohi járás                    | Polohi                   | Zaporizzsjai terület      |
| Verhovinai járás                | Verhovina                | Ivano-frankivszki terület |
| Ivano-frankivszki járás         | Ivano-Frankivszk         | Ivano-frankivszki terület |
| Kalusi járás                    | Kalus                    | Ivano-frankivszki terület |
| Kolomijai járás                 | Kolomija                 | Ivano-frankivszki terület |
| Koszivi járás                   | Kosziv                   | Ivano-frankivszki terület |
| Nadvirnai járás                 | Nadvirna                 | Ivano-frankivszki terület |
| Bila Cerkva-i járás             | Bila Cerkva              | Kijevi terület            |
| Boriszpili járás                | Boriszpil                | Kijevi terület            |
| Brovari járás                   | Brovari                  | Kijevi terület            |
| Bucsai járás                    | Bucsa                    | Kijevi terület            |
| Vishorodi járás                 | Vishorod                 | Kijevi terület            |
| Obuhivi járás                   | Obuhiv                   | Kijevi terület            |
| Fasztyivi járás                 | Fasztyiv                 | Kijevi terület            |
| Holovanyivszki járás            | Holovanyivszk            | Kirovohradi terület       |
| Kropivnickiji járás             | Kropivnickij             | Kirovohradi terület       |
| Novoukrajinkai járás            | Novoukrajinka            | Kirovohradi terület       |
| Olekszandrijai járás            | Olekszandrija            | Kirovohradi terület       |
| Alcsevszki járás                | Alcsevszk                | Luhanszki terület         |
| Dovzsanszki járás               | Dovzsanszk               | Luhanszki terület         |
| Luhanszki járás                 | Luhanszk                 | Luhanszki terület         |
| Rovenyki járás                  | Rovenyki                 | Luhanszki terület         |
| Szvatovói járás                 | Szvatovo                 | Luhanszki terület         |
| Szjevjerodonecki járás          | Szjevjerodoneck          | Luhanszki terület         |
| Sztarobilszki járás             | Sztarobilszk             | Luhanszki terület         |
| Sasztyai járás                  | Novoajdar                | Luhanszki terület         |
| Drohobicsi járás                | Drohobics                | Lvivi terület             |
| Zolocsivi járás                 | Zolocsiv                 | Lvivi terület             |
| Lvivi járás                     | Lviv                     | Lvivi terület             |
| Szambiri járás                  | Szambir                  | Lvivi terület             |
| Sztriji járás                   | Sztrij                   | Lvivi terület             |
| Septickiji járás                | Septickij                | Lvivi terület             |
| Javorivi járás                  | Javoriv                  | Lvivi terület             |
| Bastankai járás                 | Bastanka                 | Mikolajivi terület        |
| Vozneszenszki járás             | Vozneszenszk             | Mikolajivi terület        |
| Mikolajivi járás                | Mikolajiv                | Mikolajivi terület        |
| Pervomajszki járás              | Pervomajszk              | Mikolajivi terület        |
| Berezivkai járás                | Berezivka                | Odesszai terület          |
| Bilhorod-dnyisztrovszkiji járás | Bilhorod-Dnyisztrovszkij | Odesszai terület          |
| Bolhradi járás                  | Bolhrad                  | Odesszai terület          |
| Izmajili járás                  | Izmajil                  | Odesszai terület          |
| Odesszai járás                  | Odessza                  | Odesszai terület          |
| Pogyilszki járás                | Pogyilszk                | Odesszai terület          |
| Rozgyilnai járás                | Rozgyilna                | Odesszai terület          |
| Kremencsuki járás               | Kremencsuk               | Poltavai terület          |
| Lubni járás                     | Lubni                    | Poltavai terület          |
| Mirhorodi járás                 | Mithorod                 | Poltavai terület          |
| Poltavai járás                  | Poltava                  | Poltavai terület          |
| Varasi járás                    | Varas                    | Rivnei terület            |
| Dubnói járás                    | Dubno                    | Rivnei terület            |
| Rivnei járás                    | Rivne                    | Rivnei terület            |
| Szarni járás                    | Szarni                   | Rivnei terület            |
| Konotopi járás                  | Konotop                  | Szumi terület             |
| Ohtirkai járás                  | Ohtirka                  | Szumi terület             |
| Romni járás                     | Romni                    | Szumi terület             |
| Szumi járás                     | Szumi                    | Szumi terület             |
| Sosztkai járás                  | Sosztka                  | Szumi terület             |
| Kremeneci járás                 | Kremenec                 | Ternopili terület         |
| Ternopili járás                 | Ternopil                 | Ternopili terület         |
| Csortkivi járás                 | Csortkiv                 | Ternopili terület         |
| Bohoduhivi járás                | Bohoduhiv                | Harkivi terület           |
| Izjumi járás                    | Izjum                    | Harkivi terület           |
| Krasznohradi járás              | Krasznohrad              | Harkivi terület           |
| Kupjanszki járás                | Kupjanszk                | Harkivi terület           |
| Lozovai járás                   | Lozova                   | Harkivi terület           |
| Harkivi járás                   | Harkiv                   | Harkivi terület           |
| csuhujivi járás                 | Csuhujiv                 | Harkivi terület           |
| Beriszlavi járás                | Beriszlav                | Herszoni terület          |
| Henyicseszki járás              | Henyicseszk              | Herszoni terület          |
| Kahovkai járás                  | Nova Kahovka             | Herszoni terület          |
| Szkadovszki járás               | Szkadovszk               | Herszoni terület          |
| Herszoni járás                  | Herszon                  | Herszoni terület          |
| Kamjanec-pogyilszkiji járás     | Kamjanec-Pogyilszkij     | Hmelnickiji terület       |
| Hmelnickiji járás               | Hmelnickij               | Hmelnickiji terület       |
| Sepetyivkai járás               | Sepetyivka               | Hmelnickiji terület       |
| Zvenihorodkai járás             | Zvenihorodka             | Cserkaszi terület         |
| Zolotonosai járás               | Zolotonosa               | Cserkaszi terület         |
| Umanyi járás                    | Umany                    | Cserkaszi terület         |
| Cserkaszi járás                 | Cserkaszi                | Cserkaszi terület         |
| Vizsnicjai járás                | Vizsnicja                | Csernyivci terület        |
| Дністровський                   | Kelmenci                 | Csernyivci terület        |
| Csernyivci járás                | Csernyivci               | Csernyivci terület        |
| Korjukivkai járás               | Korjukivka               | Csernyihivi terület       |
| Nyizsini járás                  | Nyizsin                  | Csernyihivi terület       |
| Novhorof-sziverszkiji járás     | Novhorod-Sziverszkij     | Csernyihivi terület       |
| Priluki járás                   | Priluki                  | Csernyihivi terület       |
| Csernyihivi járás               | Csernyihiv               | Csernyihivi terület       |

A de facto Oroszország, de jure Ukrajna részét képező Krími Autonóm Köztársaság járásai:
| Elnevezés           | Székhely     |
| ------------------- | ------------ |
| Bahcsiszaraji járás | Bahcsiszaraj |
| Bilohirszki járás   | Bilohirszk   |
| Dzsankoji járás     | Dzsankoj     |
| Jevpatorijai járás  | Jevpatorija  |
| Kercsi járás        | Kercs        |
| Kurmani járás       | Kurman       |
| Perekopi járás      | Jani Kapu    |
| Szimferopoli járás  | Szimferopol  |
| Feodoszijai járás   | Feodoszija   |
| Jaltai járás        | Jalta        |